# IMac
iMac este o gamă de calculatoare model Macintosh de tip constructiv desktop (subtip all-in-one). iMac-urile sunt proiectate și construite de compania americană Apple Inc..